# 伏跗室
29°52′48.823″N 121°32′23.871″E / 29.88022861°N 121.53996417°E
伏跗室是浙东藏书家，目录学家冯孟颛的藏书楼，位于中国浙江省宁波市海曙区孝闻街91号。伏跗室得名于王延壽《鲁灵先殿赋》“狡兔跧伏于跗侧”，取谨慎治学之意。伏跗室建筑坐西朝东，面阔五间，2005年3月列入浙江省文物保护单位。楼内设有《冯孟颛先生生平事迹陈列》。